# Delos oualanensis
Delos oualanensis е вид коремоного от семейство Rhytididae.

## Разпространение
Видът е разпространен в Микронезия.